# KAZ Minerals
KAZ Minerals (KASE: GB_KZMS) — медедобывающая компания, ориентированная на развитие современных низкозатратных горнорудных производств в Казахстане. Акции Группы котируются на и Казахстанской фондовых биржах. Компания владеет тремя действующими рудниками и двумя обогатительными фабриками в Восточно-Казахстанской области, медным месторождением Бозшаколь в Павлодарской области РК, медным месторождением Актогай в Абайской области РК, медным месторождением Бозымчак в Республике Кыргызстан.

## История
KAZ Minerals PLC была образована в результате реорганизации Kazakhmys PLC.
23 июля 2014 года Группа сообщила о достигнутой договоренности о передаче зрелых активов Карагандинской, Жезказганской и Балхашской производственных площадок компании Cuprum Netherlands Holding B.V. Реорганизация была одобрена независимыми акционерами 15 августа 2014 года и, после удовлетворения всех условий сделки, была завершена 31 октября 2014 года.
31 октября 2014 года — завершение реорганизации группы.
По завершении масштабной реорганизации, включающей выведение ряда горнодобывающих, перерабатывающих, медеплавильных и энергетических активов центрального и жезказганского регионов, профиль группы смещается на развитие современных низкозатратных горнорудных производств в Казахстане. Компания сменила своё название на KAZ Minerals PLC.
15 августа 2014 года акционеры проголосовали за реорганизацию группы, в результате которой ряд зрелых активов Жезказганского и Центрального регионов передаются компании Cuprum Holdings, основным акционером которой является Владимир Ким.
7 января 2014 года — группа одобрила продажу 50 % доли в Экибастузской ГРЭС-1, чтобы сконцентрироваться на добыче и переработке меди.
11 ноября 2013 года — продажа доли в ENRC.
Группа объявляет о продаже доли в компании ENRC. В результате сделки большинство акций Казахмыса находится в свободном обращении.
Февраль 2010 года — компания завершила продажу 50%-ной доли в своей электростанции «Экибастузская ГРЭС-1» в пользу АО «Фонд национального благосостояния „Самрук-Казына“» за $681 млн. Это решение было принято непосредственно во время приобретения данной электростанции в мае 2008 года.
Январь 2010 года — финансирование проектов роста.
Группа объявляет о получении первой из двух необеспеченных кредитных линий, составляющих в сумме $4,2 млрд, предоставленные Банком развития Китая для финансирования проектов роста.
Октябрь 2005 года — включение в листинг Лондонской фондовой биржи.
Акции «Казахмыса» размещены на Лондонской фондовой бирже по цене 540 пенсов за акцию.
Июнь 1995 года — корейская корпорация «Самсунг» приступила к управлению компанией. В 1996 году корпорация «Самсунг» приобрела 40%-ную долю в компании «Казахмыс», которую в дальнейшем продала.
1992 год — официальное образование компании.
Правительство Казахстана образовало компанию под названием ОАО «Жезказганцветмет». В результате серии приватизационных сделок с 1992 по 2002 год доля владения Правительства сократилась со 100 % до 0 %.

## Деятельность
Группа KAZ Minerals ориентирована на производство меди, и также производит значительное количество золота, серебра и цинка в качестве попутной продукции.
В 2013 году, до реорганизации Группы, компанией было произведено 294 тыс. тонн меди в катодном эквиваленте, 108 тыс. унций золота, 14,348 млн унций серебра и 134 тыс. тонн цинка в концентрате.
В 2014 году производства с активов, входящих в составе Группы KAZ Minerals, составил около 84 тыс. тонн катодной меди, 34,6 тыс. унций золота, 3,4 млн унций серебра и 121 тыс. тонн цинка в концентрате.
В 2015 году объём производства меди в катодном эквиваленте составил 81,1 тыс. тонн, 94,3 тыс. тонн цинка в концентрате, 34,6 тыс. унций золота и 3,14 млн унций серебра.
В 2016 году объем производства меди составил 144 тыс. тонн, 75 тыс. тонн цинка в концентрате, 128 тыс. унций золота и 3 284 тыс унций серебра.
В 2017 году объем производства меди 259 тыс. тонн, 58 тыс. тонн цинка в концентрате, 179 тыс. унций золота и 3 506 тыс. унций серебра.
Группа владеет следующими активами:
- Абайская область (Восточный регион):
  - 3 действующих подземных рудника:
    - Орловский рудник
    - Иртышский рудник
    - Артемьевский рудник

  - 2 обогатительные фабрики:
    - Орловская обогатительная фабрика
    - Николаевская обогатительная фабрика
- Кыргызская Республика
  - Бозымчак
- Проекты роста
  - Бозшаколь
  - Актогай
  - месторождение Коксай
  - месторождение Песчанка

### Восточный регион
В состав Восточного региона входят:
- три подземных рудника: Орловский, Иртышский и Артемьевский.
- две обогатительные фабрики: Орловская и Николаевская.

### Бозымчак, Кыргызская Республика
Месторождение Бозымчак находится на юго-западе Кыргызской Республики, в Ала-Букинском районе Джалал-Абадской области. Средний годовой объём производства на Бозымчаке ожидается в размере 6 тыс. тонн катодной меди и 28 тыс. унций золота в слитках в течение срока эксплуатации этого месторождения.

### Проекты роста
Группа реализует два основных проекта роста — Бозшаколь и Актогай. Третий проект Коксай находится на стадии концептуальной проработки.
Бозшаколь — это крупный горнорудный проект группы, расположенный в Павлодарской области. Общие запасы руды — 1,17 млрд тонн с содержанием меди 0,36 %.
Актогай, второй крупный проект по добыче меди Группы KAZ Minerals, расположен в Абайской области. Общие запасы руды — 1 719 млн тонн с содержанием меди 0,33 %.
Медное месторождение Коксай находится в 234 км от Алма-Аты, рядом с развитой инфраструктурой. Запасы месторождения оцениваются в 3,4 млн тонн меди при среднем содержании 0,48 %.

## Объём производства
Основной продукт деятельности KAZ Minerals — медь.
KAZ Minerals также производит значительные объёмы цинка, серебра и золота в качестве попутной продукции.

## Доход и количество работников
В 2017 году показатель валовой EBITDA составил $1,235 млрд.
В KAZ Minerals работают около 15 000 человек, главным образом казахстанских граждан.

## Руководство
Олег Новачук —  Председатель совета директоров
Эндрю Саузам — Председатель правления группы